# Paul Deitenbeck
Paul Deitenbeck (* 13. Juli 1912 in Lüdenscheid; † 3. Dezember 2000 ebenda) war deutscher evangelischer Pfarrer, Evangelist und Schriftsteller pietistischer und evangelikaler Prägung.

## Leben
Paul Deitenbeck wuchs in eine Familie hinein, die in den 1890er-Jahren eine Erweckung erlebt hatte: "Jeden Morgen las mein Vater, ehe er zur Fabrik ging, in seiner Stillen Zeit ein Kapitel aus der Bibel." Deitenbeck studierte evangelische Theologie in Münster, Tübingen und Berlin. In Tübingen prägten ihn Karl Heim und Adolf Schlatter: "Ich spürte diesen Männern ab, dass Lehre und Leben eine Einheit waren."
Deitenbeck durchlief das Vikariat in Lüdenscheid bei Pastor Walther Baudert, dem späteren Bischof der Herrnhuter Brüdergemeine, und in der Berliner Stadtmission bei Pfarrer Erich Schnepel, der dort seit 1919 Leitender Missionarischer Mitarbeiter (Missionsinspektor) war. Beide „Vikariatsväter“, Baudert und Schnepel, wurden ihm „ein Leben lang zu Freunden“, wie Deitenbeck Anfang der 1980er Jahre rückblickend schrieb.
Im Ravensberger Land erhielt Deitenbeck eine Hilfspredigerstelle. Danach wurde er Synodaljugendpfarrer für den Kirchenkreis Bielefeld. Der von ihm durchlebte Kirchenkampf im Dritten Reich bewirkte, dass er sich der Bekennenden Kirche anschloss.
Nachdem er eine Jugendmitarbeiterin aus Lüdenscheid geheiratet hatte, wurde er zu Kriegsbeginn in die Wehrmacht eingezogen. In Augsburg traf er auf den Feldwebel, evangelischen Pfarrer und späteren EKD-Ratsvorsitzenden Helmut Claß, der am Ende des Zweiten Weltkrieges ebenso wie Deitenbeck in sowjetische Kriegsgefangenschaft kam. Deitenbeck durchlitt, wie er formulierte, als ehemaliger Peilfunker der Luftwaffe die Gefangenschaft u. a. im Lager 126 Nikolajew, danach in Moskau.
Nach der Entlassung aus der vierjährigen Kriegsgefangenschaft in Moskau wurde Deitenbeck in der kirchlichen Jugendarbeit, der Studierendengemeinde, der Volksmission der Seelsorge und in der Fabrikmission tätig, bis er Pfarrer an der Kreuzkirche in Lüdenscheid wurde. Dort wirkte er von 1952 bis 1982 als Gemeindepfarrer.
Gleichzeitig fungierte er von 1957 bis 1987 als Vorsitzender der Deutschen Zeltmission, von 1958 bis 1979 als Zweiter Vorsitzender der Evangelischen Allianz und im Gnadauer Verband. Darüber hinaus arbeitete Deitenbeck seit 1966 in der sogenannten Bekenntnisbewegung Kein anderes Evangelium mit, mit der zusammen er 1973 den sog. Gemeindetag unter dem Wort initiierte. 1963 gehörte er zu den Gründungsmitgliedern des deutschen Nes-Ammim-Vereins; Anfang der 1970er-Jahre gehörte er dessen Kuratorium an.
Im höheren Lebensalter beschrieb Deitenbeck seine Glaubenserfahrung und Erkenntnis: „Wir brauchen nicht selber Schicksal zu spielen, sondern Gottes Führungsgeheimnis steuert unser Leben und interveniert auch in Engpässen und Durststrecken zu unserem Besten.“ Zu seinen engeren Bekannten zählte Deitenbeck den Pfarrer und Geistlichen Vorsteher der Evangelischen Brüdergemeinde Korntal Fritz Grünzweig und den Pfarrer Arno Pagel, der in seinem Berufsleben EC-Bundespfarrer, EC-Weltbundpräsident und Missionsdirektor im Deutschen Gemeinschafts-Diakonieverband war. Eine seiner Schülerinnen ist Bärbel Wilde, die außer vielen anderen Funktionen von 1977 bis zu ihrem Ruhestand im Jahre 2008 Pfarrerin an der Christuskirche in Lüdenscheid war und zahlreicher Bücher geistlichen Inhaltes im Johannis-Verlag verfasste. 
Deitenbeck galt in Kirchenkreisen als pietistischer Evangelist und Prediger sowie als Verfechter der evangelikalen Bewegung in Deutschland. Er war Erfinder der „Jesus lebt“-Anstecknadel.
Eine Stiftung, die seinen Namen trägt, die Paul-Deitenbeck-Stiftung, wurde zugunsten der Arbeit im Evangelischen Allianzhaus in Bad Blankenburg errichtet.

## Werke
- Botschaften von der anderen Seite. Typische Predigten von Paul Deitenbeck; R. Brockhaus, Wuppertal 2001, ISBN 3-417-11690-2
- Immer am Danken bleiben; 1992 (4. Auflage), ISBN 3-501-00731-0
- Ich lasse mich überraschen. Ein Gang durch das Jahr. Tägliche Andachten; 1979, ISBN 3-7958-0363-2
- Lohnendes Leben; Verlag Goldene Worte, 1962
- Herausgeber der schmalen Hefte Lebenshilfe im Lied; "Der Rufer" Evangelischer Verlag Hermann Werner Nachf., Wuppertal-Barmen (der Verlag firmierte ab Februar 1939 so und wurde im Herbst 1943 geschlossen), Deitenbeck ist Verfasser bzw. besorgte die Zusammenstellung folgender Hefte: Ein neuer Tag, ein neues Leben; Licht für die Nacht. Aus Abendliedern und Standort unter dem Kreuz

Viele weitere Bücher verfasste Paul Deitenbeck gemeinsam mit Gerd Rumler, darunter
- Eigentlich nichts Besonderes R. Brockhaus, Wuppertal 1979, ISBN 3-417-20363-5.